# Marinas
Marinas (en asturiano y oficialmente: Mariñes) es un lugar que pertenece a la parroquia de Biedes en el concejo de Las Regueras (Principado de Asturias). Se encuentra a 220 m s. n. m. y está situada a 3,50 km de la capital del concejo, Santullano. 

## Población
En 2020 contaba con una población de 80 habitantes (INE 2020) repartidos en un total de 40 viviendas.